# SNL 코리아 시즌 6
《SNL 코리아》의 여섯 번째 시즌은 2015년 2월 14일부터 2015년 12월 26일까지 tvN에서 방영 했던 프로그램이다. 시즌 중에 2개월 정도 휴식기를 가졌다.

## 크루
- 신동엽
- 유세윤
- 정성호
- 김준현
- 정상훈
- 안영미
- 정이랑
- 강유미
- 김두영
- 권혁수
- 이세영
- 한재석
- 정연주
- 리아
- 이해우
- 김일중

## 방영 목록
| 107                                              | 1  | (없음) "크루쇼"                      | 러버소울  | 장위안, 미키광수, 허지혜, 타이거 JK    | 2015년 2월 14일  | 1.883     | 정보 없음 |
| 108                                              | 2  | 심형래                               | EXID      | 김가연, 정종철, 심현섭, 이봉원, 황기순 | 2015년 2월 21일  | 1.915     | 정보 없음 |
| 109                                              | 3  | 에일리                               | 추후 공개 | 김풍                                   | 2015년 2월 28일  | 2.270     | 정보 없음 |
| 110                                              | 4  | 하하                                 | 니엘      | 김캐리, 윤진영, 스컬, 김옥정, 라퍼커션 | 2015년 3월 7일   | 1.584     | 정보 없음 |
| 111                                              | 5  | 진구                                 | 추후 공개 | 심형탁                                 | 2015년 3월 14일  | 2.538     | 정보 없음 |
| 112                                              | 6  | 채정안                               | 추후 공개 | 정아름, 최창환                         | 2015년 3월 21일  | 1.943     | 정보 없음 |
| 113                                              | 7  | 엠버                                 | 라붐      | 정두홍, 홍진호, 카라코스티아 발른      | 2015년 3월 28일  | 2.305     | 정보 없음 |
| 114                                              | 8  | 가인                                 | 추후 공개 | 추후 공개                              | 2015년 4월 4일   | 2.383     | 정보 없음 |
| 115                                              | 9  | 김희원                               | 추후 공개 | 추후 공개                              | 2015년 4월 11일  | 2.031     | 정보 없음 |
| 116                                              | 10 | 이규한                               | 매드타운  | 샘 오취리, 김사은                      | 2015년 4월 18일  | 1.988     | 정보 없음 |
| 117                                              | 11 | 홍석천, 레이먼 킴, 샘 킴 "셰프 특집" | 추후 공개 | 맹기용, MC 딩동                        | 2015년 4월 25일  | 2.015     | 정보 없음 |
| 118                                              | 12 | 손호준                               | 추후 공개 | 밥 샙, 이종수, 허준, 박시환, 제시      | 2015년 5월 2일   | 2.419     | 2.8       |
| 119                                              | 13 | EXID                                 | 이지혜    | 에릭 남, 안윤상, 유병재, 신사동호랭이  | 2015년 5월 9일   | 1.973     | 2.5       |
| 120                                              | 14 | 김병만                               | 추후 공개 | 이수근                                 | 2015년 5월 16일  | 2.188     | 2.1       |
| 121                                              | 15 | 강균성                               | 추후 공개 | 에릭 남, 클로이 모레츠, 나비           | 2015년 5월 23일  | 1.554     | 1.8       |
| 122                                              | 16 | 샤이니                               | 추후 공개 | 추후 공개                              | 2015년 5월 30일  | 1.804     | 1.7       |
| 123                                              | 17 | 전효성                               | 추후 공개 | 슬리피, 오지헌, 홍대광                 | 2015년 6월 6일   | 1.485     | 1.6       |
| 124                                              | 18 | 김건모                               | 추후 공개 | 이지현                                 | 2015년 6월 13일  | 1.839     | 2.2       |
| 박재범, 나르샤, 고원희가 크루에서 하차하였다.    |    |                                      |           |                                        |                  |           |           |
| 125                                              | -  | (없음) "상반기 결산"                 | 추후 공개 | 추후 공개                              | 2015년 6월 20일  | 정보 없음 | 정보 없음 |
| 휴식기                                           |    |                                      |           |                                        |                  |           |           |
| 126                                              | 19 | 김상중                               | 추후 공개 | 세븐틴, 홍진호                         | 2015년 9월 26일  | 2.1       | 2.4       |
| 이해우와 황승언이 크루로 합류하였다.             |    |                                      |           |                                        |                  |           |           |
| 127                                              | 20 | YB                                   | 추후 공개 | 안다                                   | 2015년 10월 3일  | 1.895     | 정보 없음 |
| 128                                              | 21 | 원더걸스                             | 추후 공개 | 육지담                                 | 2015년 10월 10일 | 1.952     | 정보 없음 |
| 129                                              | 22 | 류승수                               | 임창정    | 베이식                                 | 2015년 10월 17일 | 1.693     | 1.7       |
| 130                                              | 23 | 김영철                               | 추후 공개 | 김형욱, 스테파니                       | 2015년 10월 24일 | 1.950     | 1.9       |
| 131                                              | 24 | 장서희                               | 추후 공개 | 박해미, 미키광수                       | 2015년 10월 31일 | 1.565     | 1.6       |
| 황승언이 크루에서 하차하였다.                    |    |                                      |           |                                        |                  |           |           |
| 132                                              | 25 | 이태임                               | 추후 공개 | 김상혁, 최군                           | 2015년 11월 7일  | 2.291     | 2.3       |
| 김일중이 글로벌 위켄드 와이 진행자로 합류하였다. |    |                                      |           |                                        |                  |           |           |
| 133                                              | 26 | 권율                                 | 추후 공개 | 예지                                   | 2015년 11월 14일 | 1.706     | 1.9       |
| 134                                              | 27 | 임원희                               | 추후 공개 | 강예빈, 솔지, 박아인, 안다             | 2015년 11월 21일 | 1.762     | 1.3       |
| 135                                              | 28 | AOA                                  | 추후 공개 | 장동민                                 | 2015년 11월 28일 | 2.355     | 2.5       |
| 136                                              | 29 | 이홍기                               | 추후 공개 | 경리, 이유애린                         | 2015년 12월 5일  | 2.119     | 1.9       |
| 137                                              | 30 | 심형탁                               | 추후 공개 | 도희, 라붐                             | 2015년 12월 12일 | 2.753     | 2.3       |
| 138                                              | 31 | 박나래, 장도연                       | 추후 공개 | 레이양                                 | 2015년 12월 19일 | 2.654     | 2.4       |
| 139                                              | 32 | (없음) "크리스마스 특집"             | 이애란    | 이상민                                 | 2015년 12월 26일 | 1.6       | 1.6       |